# La Tranchée (film, 1999)
Pour plus de détails, voir Fiche technique et Distribution.
La Tranchée (The Trench) est un film de guerre franco-britannique réalisé par William Boyd sorti en 1999.

## Synopsis
Le film brosse un portrait de la vie des soldats anglais dans les tranchées de la Première Guerre mondiale. Ce film peint la gestion de l'ennui, la peur, la panique et l'agitation. Billy MacFarlane (Paul Nicholls (en)), 17 ans, avec son frère aîné, Eddie (Tam Williams), se sont portés volontaires pour le service. Billy ne devait pas s'engager mais ayant su que son frère s'était engagé, il décida de le suivre. L'ensemble du peloton, chacun d'entre eux en fin d'adolescence, est sous la responsabilité d'un sergent (Daniel Craig) et d'un lieutenant (Julian Rhind-Tutt).

## Fiche technique
- Titre original : The Trench
- Titre français : La Tranchée
- Réalisation et scénario : William Boyd
- Direction artistique : Phil Harvey
- Directeur de la photographie : Tony Pierce-Roberts
- Musique : Evelyn Glennie et Greg Malcangi
- Sociétés de production : Blue PM, Bonaparte Films, British Screen Productions, Canal+, Galatée Films, Portman Entertainment Group, Skyline Films
- Pays de production :  France,  Royaume-Uni
- Langue originale : anglais
- Genre : drame, guerre
- Dates de sortie : 
  - Royaume-Uni : 17 septembre 1999
  - France : 19 avril 2000

## Distribution
- Paul Nicholls (en) : Billy Macfarlane
- Daniel Craig : sergent Telford Winter
- Danny Dyer : Victor Dell
- Julian Rhind-Tutt : lieutenant Ellis Harte
- Cillian Murphy : Rag Rockwood
- Ciarán McMenamin (V. F. : Alexandre Gillet) : Charlie Ambrose
- Ben Whishaw  : James Dennis
- James D'Arcy : Colin Daventry
- John Higgins : Cornwallis